# Christine Morault
Christine Morault, née le 22 août 1952 à Nantes, est cofondatrice et directrice éditoriale des éditions MeMo, qui édite de la littérature de jeunesse.

## Biographie
Elle suit des études d'art à Paris, puis voyage pendant plusieurs années (États-Unis et Amérique du Sud). 
En 1993, elle fonde avec Yves Mestrallet les éditions MeMo, basées à Nantes,,.
Les éditions MeMo sont spécialisés dans les albums illustrés pour les plus jeunes, qu'ils soient d'avant ou maintenant,,,,.

## Édition
Les éditions MeMo ont édité de nombreuses œuvres,,, mêlant création contemporaines, rééditions du patrimoine (notamment nord-américain et tchèque) et ouvrages monographiques sur des artistes du livre pour enfants. 